# VK Jug
VK Jug (em croata: Vaterpolski klub Jug) é um clube de polo aquático croata da cidade de Dubrovnik. atualmente na Liga Croata. É um dos clubes mais vitoriosos do polo aquático europeu.'

## História
VK Jug foi fundado em 1923 na então Iugoslávia.

## Títulos
- LEN Champions League (4)
  - 1981, 2001, 2006, 2016
- LEN Super Cup
  - 2006
- Liga Croata (11)
  - 2000, 2001, 2004, 2005, 2006, 2007, 2009, 2010, 2011, 2012, 2013
- Copa da Croácia
  - 1994, 1996, 2000, 2002, 2003, 2004, 2006, 2007, 2008, 2009, 2015
- Liga Iugoslava (14)
  - 1925, 1926, 1927, 1928, 1929, 1930, 1931, 1932, 1933, 1934, 1935, 1936, 1937, 1940
- Copa da Iugoslávia
  - 1981, 1983